# Municipio de Foote
El municipio de Foote (en inglés: Foote Township) es un municipio ubicado en el condado de Gray en el estado estadounidense de Kansas. En el año 2010 tenía una población de 99 habitantes y una densidad poblacional de 0,32 personas por km².

## Geografía
El municipio de Foote se encuentra ubicado en las coordenadas 37°55′47″N 100°19′42″O / 37.92972, -100.32833. Según la Oficina del Censo de los Estados Unidos, el municipio tiene una superficie total de 309.55 km², de la cual 309,49 km² corresponden a tierra firme y (0,02 %) 0,05 km² es agua.

## Demografía
Según el censo de 2010, había 99 personas residiendo en el municipio de Foote. La densidad de población era de 0,32 hab./km². De los 99 habitantes, el municipio de Foote estaba compuesto por el 95,96 % blancos, el 1,01 % eran amerindios, el 1,01 % eran asiáticos, el 1,01 % eran de otras razas y el 1,01 % eran de una mezcla de razas. Del total de la población el 16,16 % eran hispanos o latinos de cualquier raza.